# ランボルギーニ・エゴイスタ
エゴイスタ(Egoista)とは、イタリアの自動車メーカー、ランボルギーニ社が製造したコンセプトカーである。「エゴイスタ」とはイタリア語で「利己主義者」を意味する。

## 概要

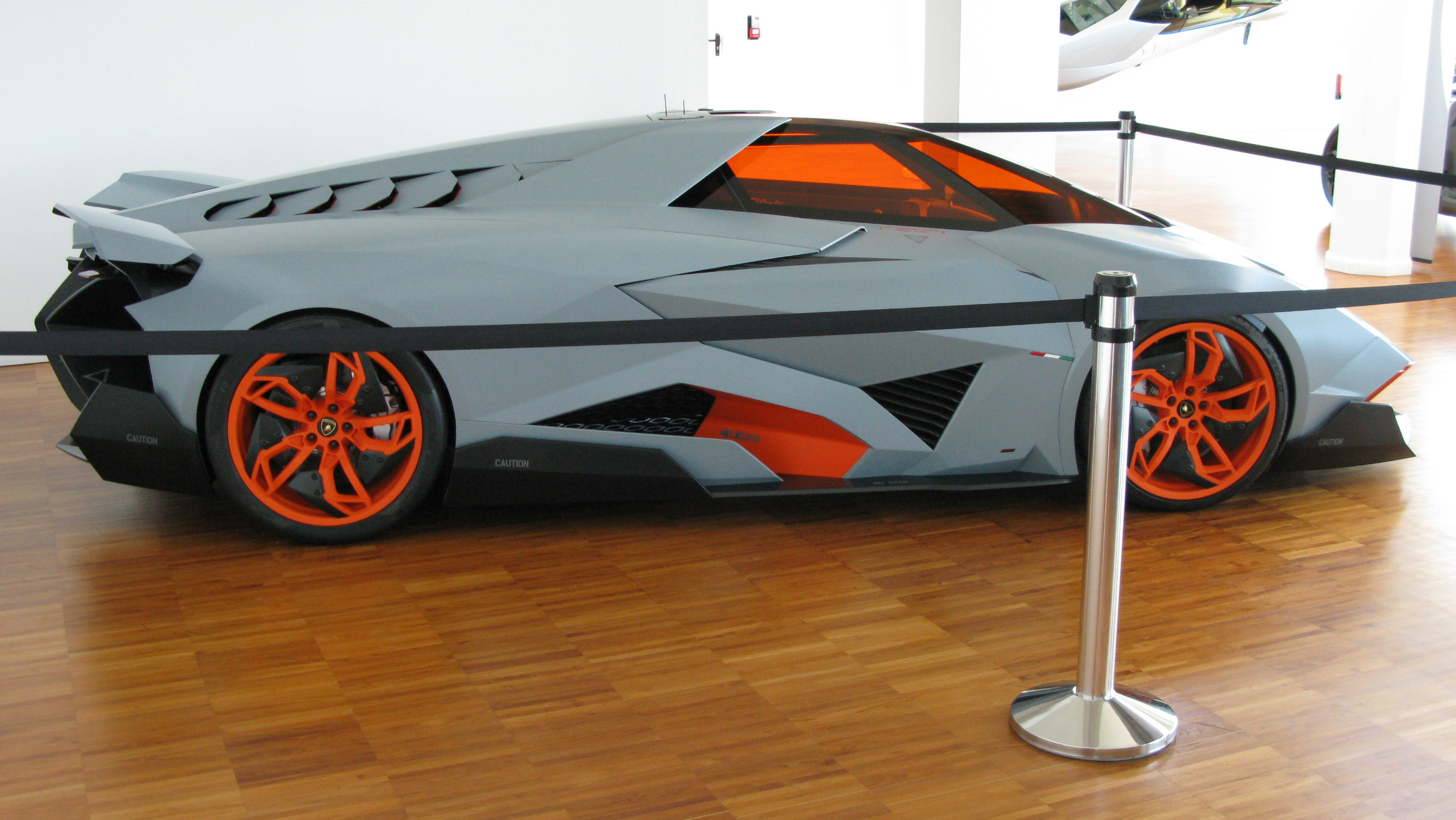
サイド

ランボルギーニの創立50周年を記念し、フォルクスワーゲングループのデザイン部門を統括するワルテル・デ・シルヴァによって提案された。
エクステリアはシングルシーターを採用するなど、攻撃ヘリコプターであるAH-64 アパッチからインスピレーションを得てデザインされた非常に独特なもの。窓にはオレンジ色の防幻フィルムが貼られているなど、徹底的に戦闘機を意識した構造となっている。インテリアはかつてアウディのデザイン部を率いていたシュテファン・ジーラフが担当。カーボンファイバーとアルミをふんだんに用い、1人用のレーシングシートとストラップが色分けされた4点式シートベルトを装備し、ドライバーの眼前には計器クラスタの他、ヘッドアップディスプレイが備わる。
コクピットから降りる際には、操縦桿のような形状のステアリング・ホイールを外してメーターパネルの上へ置き、電動開閉式キャノピーを跳ね上げ、シートの上に立ってボディ側方の定められた位置（「STEP HERE」とマーキングされている場所）に座り、足を180度回して車外へ出し、同じくボディパネル上の定められた場所に足を置いて立ち上がる、という一連の動作を取る必要がある。ランボルギーニによれば「実用的ではないが、このような車を作ることに意義があると考えている」という。
現在はランボルギーニミュージアムで展示されている。